# Поток Чедимир
Поток Чедимир је водени ток на Фрушкој гори, улива се рукавац Дунава, дужине је 9,5km и површине слива 13,6km².
Извире као периодичан ток на северним падинама Фрушке горе, на 260 м.н.в.. Текући у правцу северозапада, протиче кроз насеље Сусек, а улива се у рукавац Дунава, низводно од Нештинске аде, на 60 м.н.в. Амплитуде протицаја крећу се од 1,5 л/с до 9 m³/с. Највећа притока је Лишварски поток. У његовом сливу на левој притоци налази се насеље Луг.